# Faktoring
Faktoring – wykup przez podmiot świadczący usługę faktoringu (faktora) nieprzeterminowanych wierzytelności przedsiębiorstw (faktorantów) należnych im od kontrahentów (odbiorców) z tytułu dostaw i usług oraz na świadczeniu na ich rzecz dodatkowych usług (np. inkaso należności, monitoring płatności, prowadzenie rozliczeń, pomoc w ściąganiu przeterminowanych należności).
Przedsiębiorstwo korzystające z faktoringu szybciej otrzymuje środki finansowe wynikające z zawartej transakcji sprzedaży, ponieważ faktor przekazuje mu w formie zaliczki wcześniej ustalony procent wierzytelności (najczęściej do około 90% wartości faktury). Faktoring pozwala zatem przedsiębiorstwu skrócić cykl rotacji należności, a więc poprawić jego bieżącą płynność. Ponadto faktoring umożliwia podmiotom gospodarczym ograniczyć ryzyko niewypłacalności kontrahenta (ryzyko to podejmuje faktor).
Faktoring bywa kojarzony wyłącznie ze sprzedażą wierzytelności (cesją), tymczasem łączy on w sobie cechy różnego rodzaju umów i ich elementów, tj. cesji wierzytelności, umowy zlecenia czy dyskonta. Przedmiotem faktoringu są nieprzeterminowane (istniejące i przyszłe), pieniężne i najczęściej niewymagalne, krótkoterminowe wierzytelności udokumentowane fakturami VAT, związane z obrotem gospodarczym. Przedmiotem faktoringu są też usługi dodatkowe, zwane czynnościami dodatkowymi o charakterze usługowym, m.in. doradztwo, czynności administracyjne (np. inkaso należności).

## Regulacje prawne
Definicję prawną umowy faktoringowej oraz istotę funkcjonowania faktoringu w handlowym obrocie międzynarodowym określa konwencja zawarta 28 maja 1988 r. w Ottawie. Jest to jedyny akt prawa międzynarodowego regulujący kwestie bezpośrednio związane z faktoringiem. Zgodnie z definicją zawartą w tym akcie faktoring jest umową między faktorantem i faktorem, na podstawie której faktorant przenosi na faktora własność wierzytelności wynikających z umowy sprzedaży dóbr (produktów, towarów, usług) klientom. Faktoring nie jest jednak prostym wykupem długów. Faktor musi bowiem wykonać co najmniej dwie z następujących czynności: finansowanie dostawcy, prowadzenie rozliczeń związanych z wierzytelnościami, inkaso i windykacja należności, przejęcie ryzyka wypłacalności dłużnika. Wiele krajów, w tym Polska, nie ratyfikowało tej konwencji, jednak zawarte w niej przepisy są stosowane. Doprowadziła ona zatem do ujednolicenia rozumienia pojęcia faktoringu. Umowa faktoringowa jest z prawnego punktu widzenia umową nienazwaną, którą można zawrzeć na podstawie zasady swobody umów z art 353 Kodeksu cywilnego. Standardowa umowa faktoringu składa się z elementów cesji wierzytelności, dyskonta wierzytelności oraz umowy sprzedaży.
W przeciwieństwie do kredytu i leasingu umowa faktoringowa jest w polskim prawie umową nienazwaną. Podstawą do zawierania umów faktoringowych są przepisy kodeksu cywilnego oraz kodeksu spółek handlowych. Mimo że w praktyce w faktoringu biorą udział de facto trzy podmioty, tj. faktor, faktorant (przedsiębiorca sprzedający towar) oraz odbiorca towarów (kontrahent), umowa faktoringowa ma charakter dwustronny. Stronami umowy faktoringu są: faktor oraz faktorant.
Typowym adresatem faktoringu jest przedsiębiorstwo produkcyjne, handlowe lub usługowe, posiadające duże należności, prowadzące sprzedaż z odroczonym terminem płatności. W Polsce usługi faktoringu świadczą głównie banki oraz spółki zależne od banków.

## Rodzaje faktoringu
W zależności od zakresu oferowanych usług oraz formy płatności wyróżnia się faktoring pełny (właściwy, bez regresu) oraz niepełny (niewłaściwy, z regresem). Faktoring pełny ma miejsce wtedy, gdy faktor przejmuje na siebie całe ryzyko związane z wypłacalnością dłużnika (tzw. funkcja del credere) i sam dochodzi należności w razie nieuregulowania przez niego zobowiązania. Brak takiego zobowiązania oznacza, że zastosowano faktoring niepełny. Faktoring niepełny stanowi jedną z najpopularniejszych form faktoringu wierzytelności. Faktor (firma faktoringowa) nie przejmuje ryzyka niewypłacalności kontrahenta faktoranta, ale w zamian ułatwia zweryfikowanie wypłacalności kontrahenta oraz wspiera faktorantów w miękkiej windykacji.
W obrocie gospodarczym można się także spotkać z faktoringiem mieszanym, w którym ryzyko jest rozłożone na obie strony. Wówczas ustala się limit odpowiedzialności faktora. W zależności od ustalonej między stronami umowy faktoringu formy płatności występuje faktoring dyskontowy i odsetkowy. W przypadku faktoringu dyskontowego kwota z faktury jest pomniejszana o dyskonto, tj. o opłaty, prowizje oraz odsetki powybierane z góry przez faktora za cały okres od dnia wykupu przez niego faktury do daty jej płatności. W faktoringu odsetkowym faktorant otrzymuje zaliczkę stanowiącą ok. 80% wartości faktury. Zaliczka ta jest rozliczana dopiero w momencie spłaty należności lub nadejścia terminu jej wymagalności. Odsetki są w tym przypadku naliczane za rzeczywisty czas korzystania z finansowania, zwyczajowo jeden raz w miesiącu.

## Organizacje faktorów
Na świecie istnieją dwie międzynarodowe organizacje faktoringowe, które skupiają środowisko faktorów: Factors Chain International oraz International Factors Group. W Polsce największe podmioty świadczące usługi faktoringowe są zrzeszone w Polskim Związku Faktorów.